# Autores chilenos
Autores chilenos es el sexto álbum oficial de la banda chilena Inti-Illimani, publicado en 1971. El disco es una suerte de homenaje a los autores chilenos que iniciaron el movimiento de la Nueva Canción Chilena. El 1 de julio de 2003, en torno a las múltiples reediciones y remasterizaciones de los discos LP de Inti-Illimani, el sello Warner Music Chile reeditó el disco en formato CD y lo fusionó con el álbum A la Revolución Mexicana, originalmente editado en 1969.
En abril de 2008, la edición chilena de la revista Rolling Stone situó a este álbum como el 18º mejor disco chileno de todos los tiempos.

## Historia
La idea de grabar un disco de esta índole, surgió por el éxito de ventas que generó Canto al programa, un disco que realizó un apoyo directo al gobierno del presidente Salvador Allende, que sumado al revuelo que generó el movimiento de la Nueva Canción Chilena en los jóvenes de la época. Fue así como surgió Autores Chilenos, disco en que contaron con la colaboración del compositor Luis Advis, quien se encargó de la producción y los arreglos musicales. El álbum destaca las figuras de Violeta Parra y Víctor Jara, incorporando además un número de la obra poético-teatral Fulgor y muerte de Joaquín Murieta, con texto de Pablo Neruda y música de Sergio Ortega (la canción "Ya parte el galgo terrible"), además de una composición instrumental de Horacio Salinas ("Tatatí").
La edición en CD de este disco agrega, como pista adicional, una de las primeras grabaciones de Inti-Illimani, que corresponde a su parte de un disco compartido con Rolando Alarcón y originalmente editado por el sello Hit Parade.[cita requerida] El lado A de este álbum contenía A la Resistencia Española, compilatorio de canciones compuestas por Chicho Sánchez Ferlosio e interpretadas por Rolando. El lado B, que se reproduce en el CD de Autores Chilenos, contiene las canciones populares mexicanas interpretadas por el Inti.

## Lista de canciones[6]
| N.º   | Título                       | Escritor(es)                  | Duración |  |
| 1.    | «Run Run se fue p'al norte»  | Violeta Parra                 | 4:27     |  |
| 2.    | «La exiliada del sur»        | Violeta Parra, Patricio Manns | 3:27     |  |
| 3.    | «Tatati»                     | Horacio Salinas               | 3:19     |  |
| 4.    | «Rin del angelito»           | Violeta Parra                 | 3:23     |  |
| 5.    | «Ya parte el galgo terrible» | Pablo Neruda, Sergio Ortega   | 3:04     |  |
| 6.    | «Lo que más quiero»          | Violeta Parra, Isabel Parra   | 3:22     |  |
| 7.    | «Volver a los 17»            | Violeta Parra                 | 4:00     |  |
| 8.    | «Charagua»                   | Víctor Jara                   | 3:00     |  |
| 9.    | «Corazón maldito»            | Violeta Parra                 | 2:58     |  |
| 10.   | «El aparecido»               | Víctor Jara                   | 3:32     |  |
| 11.   | «Recitado»                   | Inti-Illimani                 |          |  |
| 34:37 |                              |                               |          |  |

| A la Revolución Mexicana |                                      |                  |          |  |
| N.º                      | Título                               | Escritor(es)     | Duración |  |
| 1.                       | «Nuestro México, febrero veintitrés» | popular mexicana | 3:33     |  |
| 2.                       | «La Valentina»                       | popular mexicana | 1:52     |  |
| 3.                       | «El Siete Leguas»                    | popular mexicana | 3:57     |  |
| 4.                       | «Soldado revolucionario»             | popular mexicana | 3:01     |  |
| 5.                       | «La cucaracha»                       | popular mexicana | 2:41     |  |
| 6.                       | «La Adelita»                         | popular mexicana | 2:51     |  |
| 17:55                    |                                      |                  |          |  |

## Créditos
Inti-Illimani en Autores chilenos
- Max Berrú: Bombo legüero, Pandero, Maracas, Voz
- Jorge Coulón: Voz, Guitarra
- Horacio Durán: Charango, Tiple, voz.
- Ernesto Pérez de Arce: Quena, Voz
- Horacio Salinas: Voz, Guitarra, Tiple; Dir. Musical
- José Seves: Voz, Guitarra, Quena

Inti-Illimani en A la Revolución Mexicana
- Max Berrú: Voz
- Jorge Coulón: Voz, Guitarra
- Horacio Durán: Voz
- Ernesto Pérez de Arce: Voz
- Horacio Salinas: Voz, Guitarra